# دون بيغز
دون بيغز هو لاعب هوكي جليد كندي، ولد في 7 أبريل 1965 في ميسيساغا في كندا.

## وصلات خارجية
- دون بيغز على موقع دوري الهوكي الوطني (الإنجليزية)
- دون بيغز على موقع قاعة مشاهير الهوكي (لاعب أن.إتش.أل) (الإنجليزية)
- دون بيغز على موقع EliteProspects.com (الإنجليزية)
- دون بيغز على موقع HockeyDB.com (الإنجليزية)
- دون بيغز على موقع Hockey-Reference.com (الإنجليزية)